# Lâu đài Ujazdów
Lâu đài Ujazdów (tiếng Ba Lan: Zamek Ujazdowski) là một lâu đài ở quận Ujazdów lịch sử, giữa Công viên Ujazdów (Công viên Ujazdowski) và Công viên Baths Hoàng gia (Łazienki Królewskie), tại Warsaw, Ba Lan.
Lâu đài bắt đầu được xây dựng từ thế kỷ 13, và sau đó nó đã được xây dựng lại nhiều lần. Giống như nhiều công trình kiến trúc ở Warsaw, nó chịu nhiều thiệt hại trong Cuộc nổi dậy Warsaw (1944). Được tu sửa vào 30 năm sau (1974), hiện tại nó là nơi tọa lạc của Trung tâm nghệ thuật đương đại của Warsaw.

## Lịch sử
Lâu đài đầu tiên được xây dựng bởi Công tước Masovia vào đầu thế kỷ 13. Tuy nhiên, trong thế kỷ tiếp theo, tòa án của họ đã được chuyển đến Lâu đài Hoàng gia tương lai ở Warsaw và Lâu đài Ujazdów rơi vào tình trạng bị bỏ rơi. Vào thế kỷ 16, một trang viên bằng gỗ đã được xây dựng ở đó cho Nữ hoàng Bona Sforza. Tại Lâu đài Ujazdów, vào ngày 12 tháng 1 năm 1578, vở bi kịch của Jan Kochanowski - Sự từ bỏ của các phái viên Hy Lạp đã được công chiếu trong đám cưới của Jan Zamoyski và Krystyna Radziwiłł.

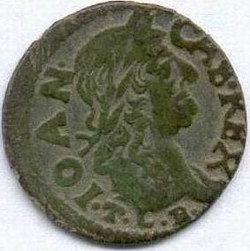
đồng tiền boratynka đúc tại Lâu đài Ujazdów, từ thời Vua John II Casimir.

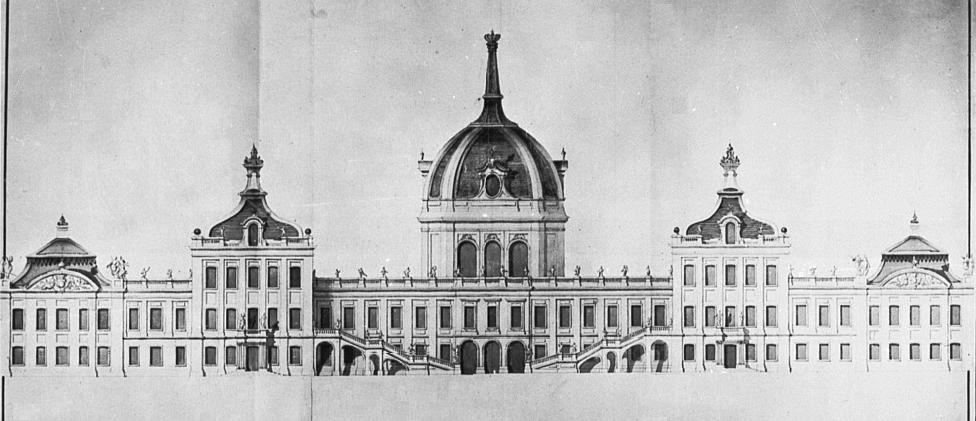
Thiết kế tu sửa lâu đài của Carl Friedrich Pöppelmann, 1720

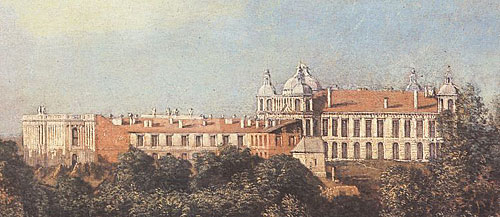
Lâu đài Ujazdów khoảng 1775, bởi Bernardo Bellotto ("Canaletto")

Sau chiến tranh, tòa nhà sẽ được xây dựng lại thành Nhà quân sự trung tâm. Tuy nhiên, các công trình đã không được bắt đầu khi các bức tường của lâu đài bị phá hủy bởi chính quyền Cộng sản Ba Lan. Tuy nhiên, vào năm 1975, các công trình tu sửa lâu đài theo thiết kế từ thế kỷ 18 của nó đã được bật đèn xanh và dự án của Piotr Biegański đã được chọn. Nó là nơi tọa lạc của Trung tâm Nghệ thuật Đương đại của Warsaw (Centrum Sztuki Współczesnej) từ năm 1985.

## Trung tâm nghệ thuật đương đại
Lâu đài hiện đang là nơi tọa lạc của Trung tâm Nghệ thuật Đương đại, với các bộ sưu tập và triển lãm tạm thời, các buổi hòa nhạc và hội thảo giáo dục. Trung tâm đã tổ chức hơn 600 triển lãm từ năm 1990. Từ năm 2010, giám đốc của Trung tâm là một người Ý, Fabio Cavallucci.
Lâu đài Ujazdów trưng bày nhiều tác phẩm của những nghệ sĩ nổi tiếng: 
| - Magdalena Abakanowicz - Pawel Althamer - Eric Andersen - Janusz Bałdyga - Mirosław Bałka - Wojciech Bąkowski - Krzysztof Bednarski - Jerzy Bereś - Christian Boltanski - Włodzimierz Borowski - George Brecht - Wojciech Bruszewski - Tomasz Ciecierski - Matt Collishaw - Atilla Csorgo - Zbigniew Dłubak - Andrzej Dłużniewski - Stanisław Dróżdż - Edward Dwurnik - Stefan Gierowski - Zbigniew Gostomski - Maurycy Gomulicki - Katarzyna Górna - Gustabka - Lynn Hershman - Jenny Holzer - IRWIN | - Zuzanna Janin - Piotr Jaros - Zdzisław Jurkiewicz - Koji Kamoji - Ilya Kabakov - Jerzy Kałucki - Marek Kijewski - Joseph Kosuth - Piotr Kơalski - Jarosław Kozłowski - Katarzyna Kozyra - Edward Krasnoyani - Barbara Kruger - Zofia Kulik - Kulleg - Pawel Kwiek - Natalia LL - Dominik Lejman - Norman Leto - Zbigniew Libera - Richard Long - Hanna uczak - Marcin Maciejowski - Robert Maciejuk - Jarosław Modzelewski - Teresa Murak | - David Nash - Roman Opałka - Tony Oursler - Denis Oppenheim - Michelangelo Pistolletto - Wojciech Prażmowski - Mariola Przyjemska - Karol Radziszewski - Joanna Rajkowska - Józef Robakowski - Ursula von Rydingsvard - Wilhelm Sasnal - Mikołaj Smoczyński - Marek Sobchot - Daniel Spoerri - Henryk Stażewski - Andrzej Szewchot - Leon Tarasewicz - Zbigniew Warpechowski - Lawrence Weiner - Emmet Williams - Ryszard Winiarski - Krzysztof Wodiczko - Krzysztof Zarębski - Artur ewsmijewski |

## Thư viện ảnh

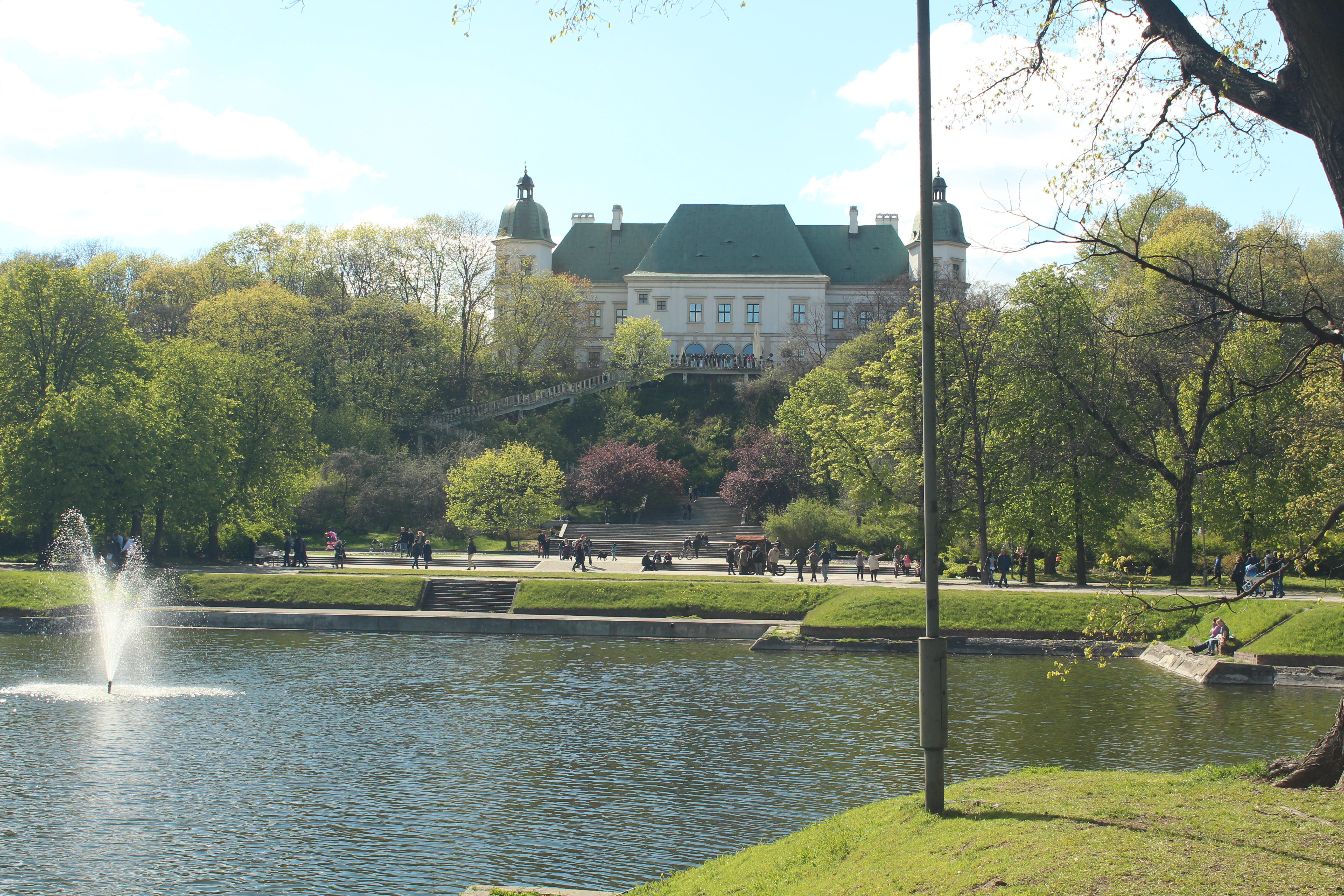
Tổng quan về lâu đài Ujazdów
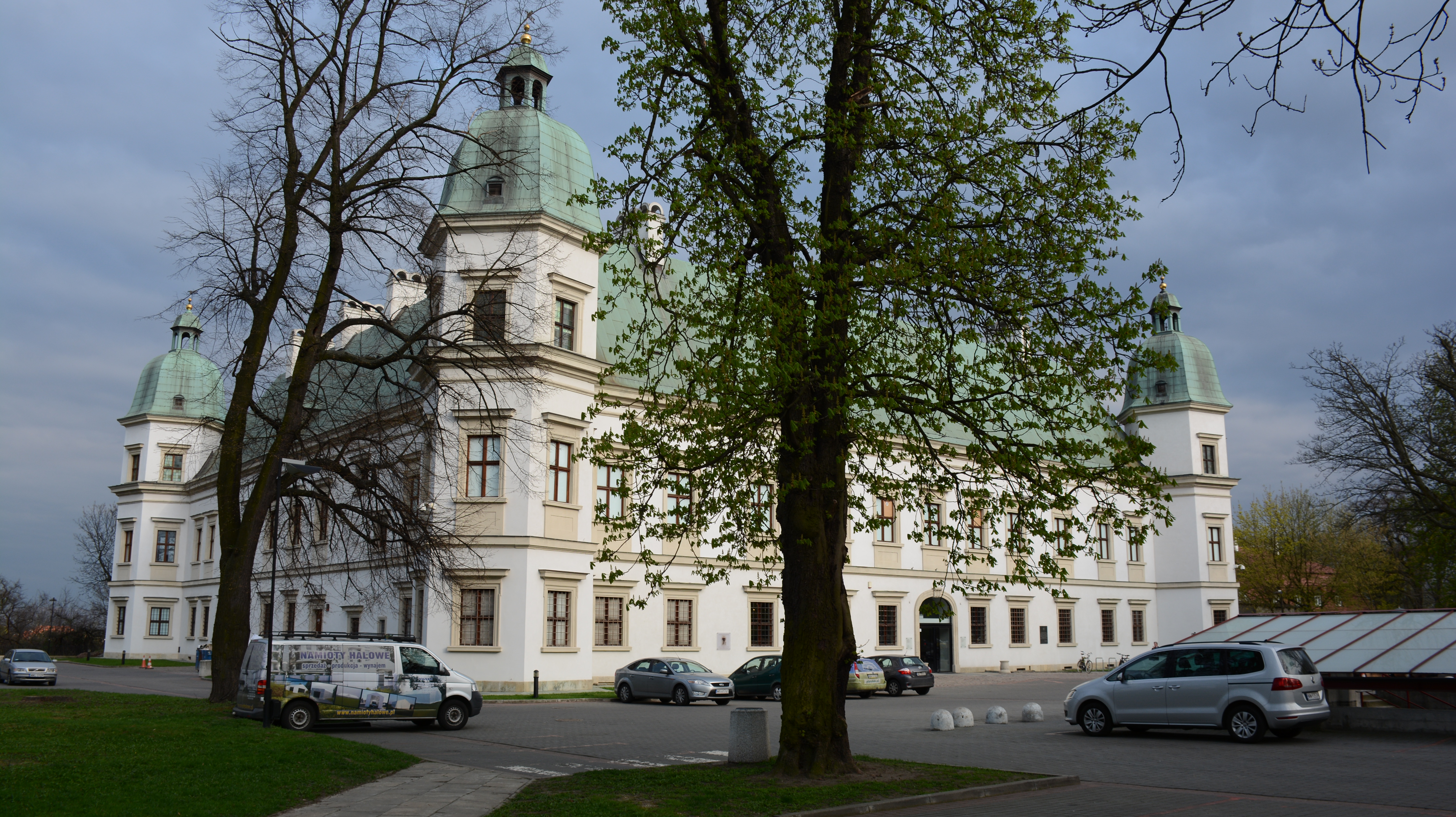
Lối vào lâu đài
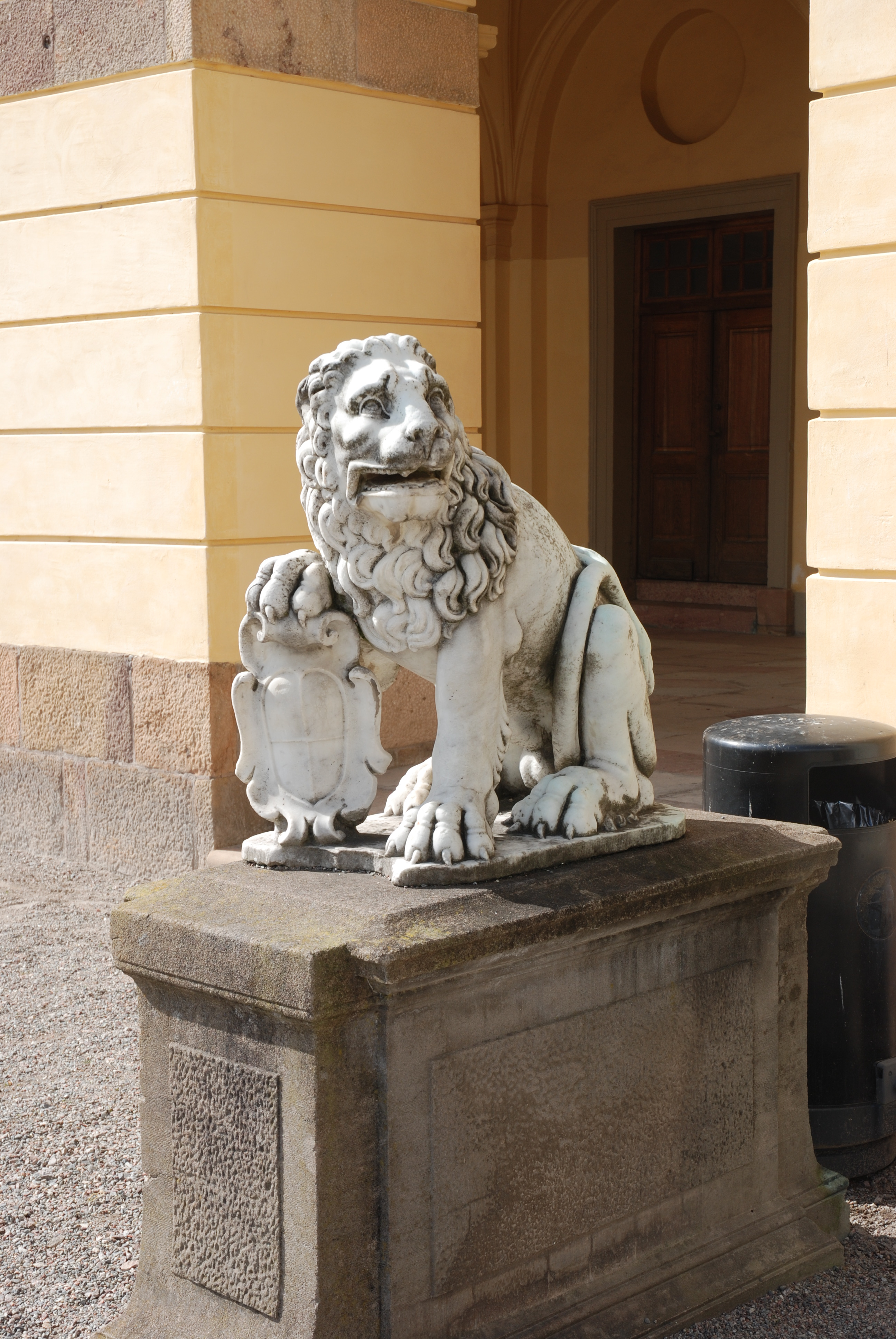
Sư tử bằng đá cẩm thạch từ lâu đài Ujazdów của Anonymous từ Ý, 1630, Cung điện Drottningholm
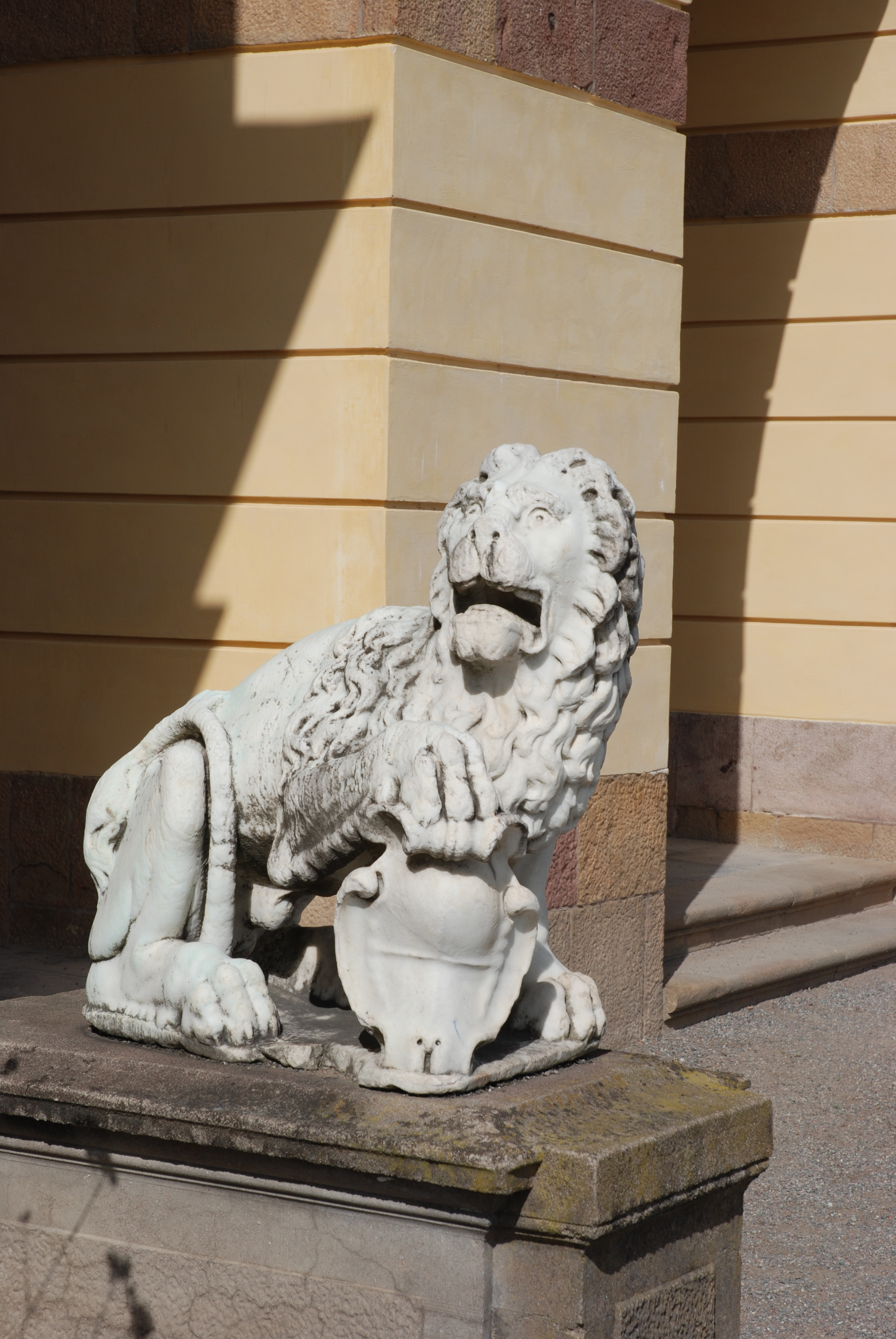
Sư tử bằng đá cẩm thạch từ lâu đài Ujazdów của Anonymous từ Ý, những năm 1630, Cung điện Drottningholm
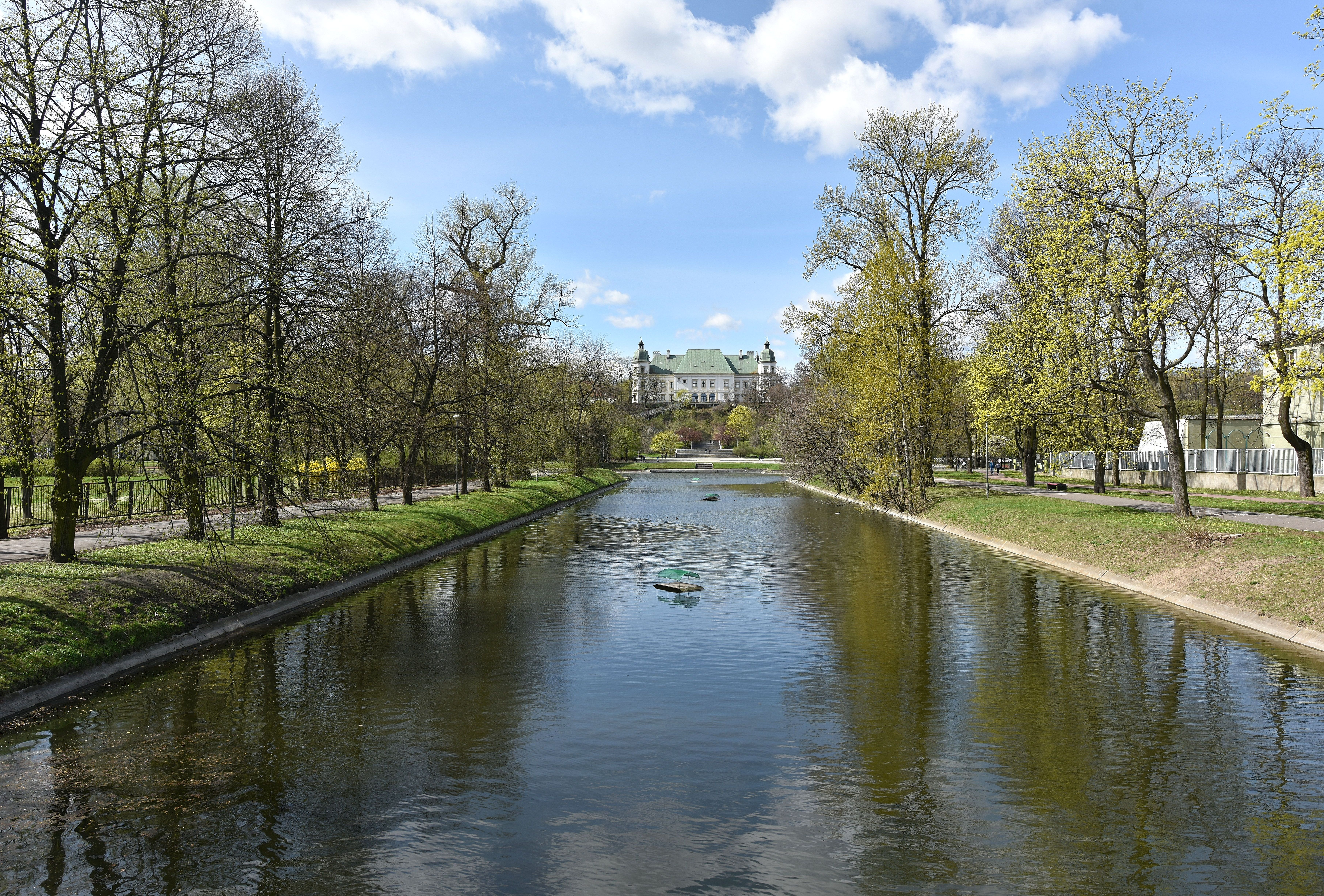
Kênh Piaseczyński nhìn từ Phố Myśliwiecka
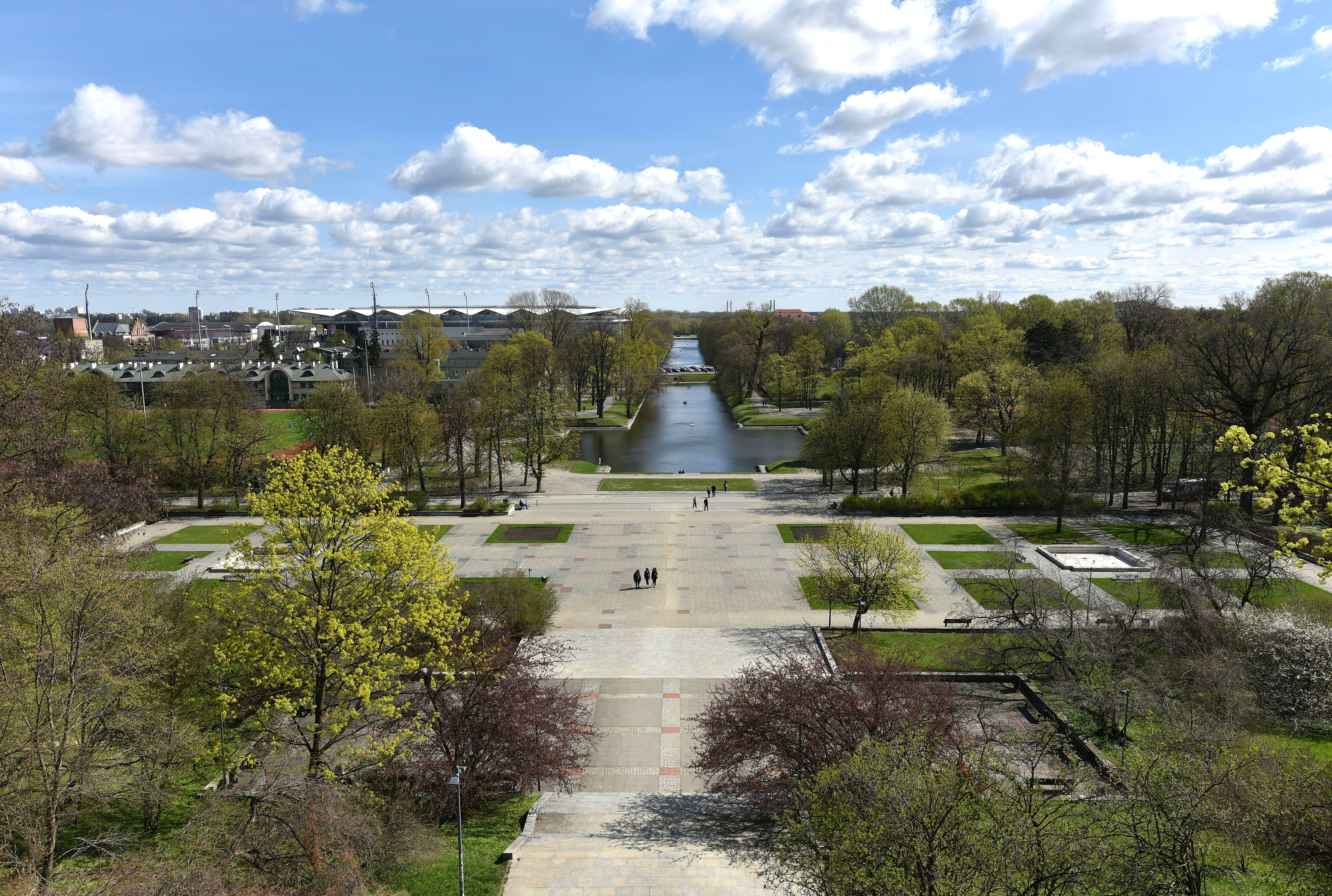
Kênh đào Hoàng gia khi nhìn từ sân thượng của lâu đài
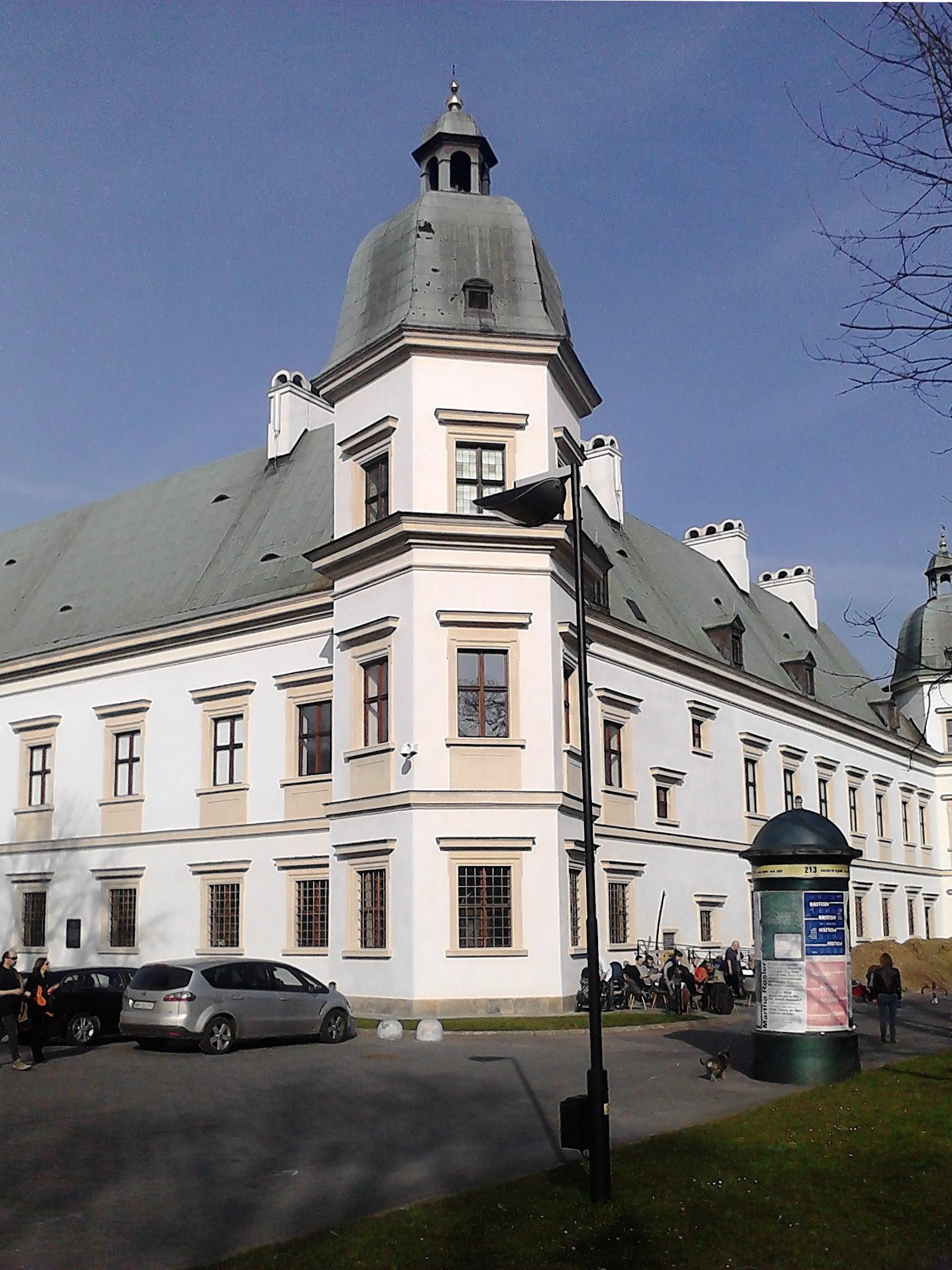
Một tòa của lâu đài